# エイレネクラゲ
エイレネクラゲ（学名：Eirene menoni）はマツバクラゲ科に分類されるヒドロ虫である。

## 分布
インド太平洋に広く分布し、日本の太平洋側では毎年夏から秋にかけて普通に見られる。

## 近縁種

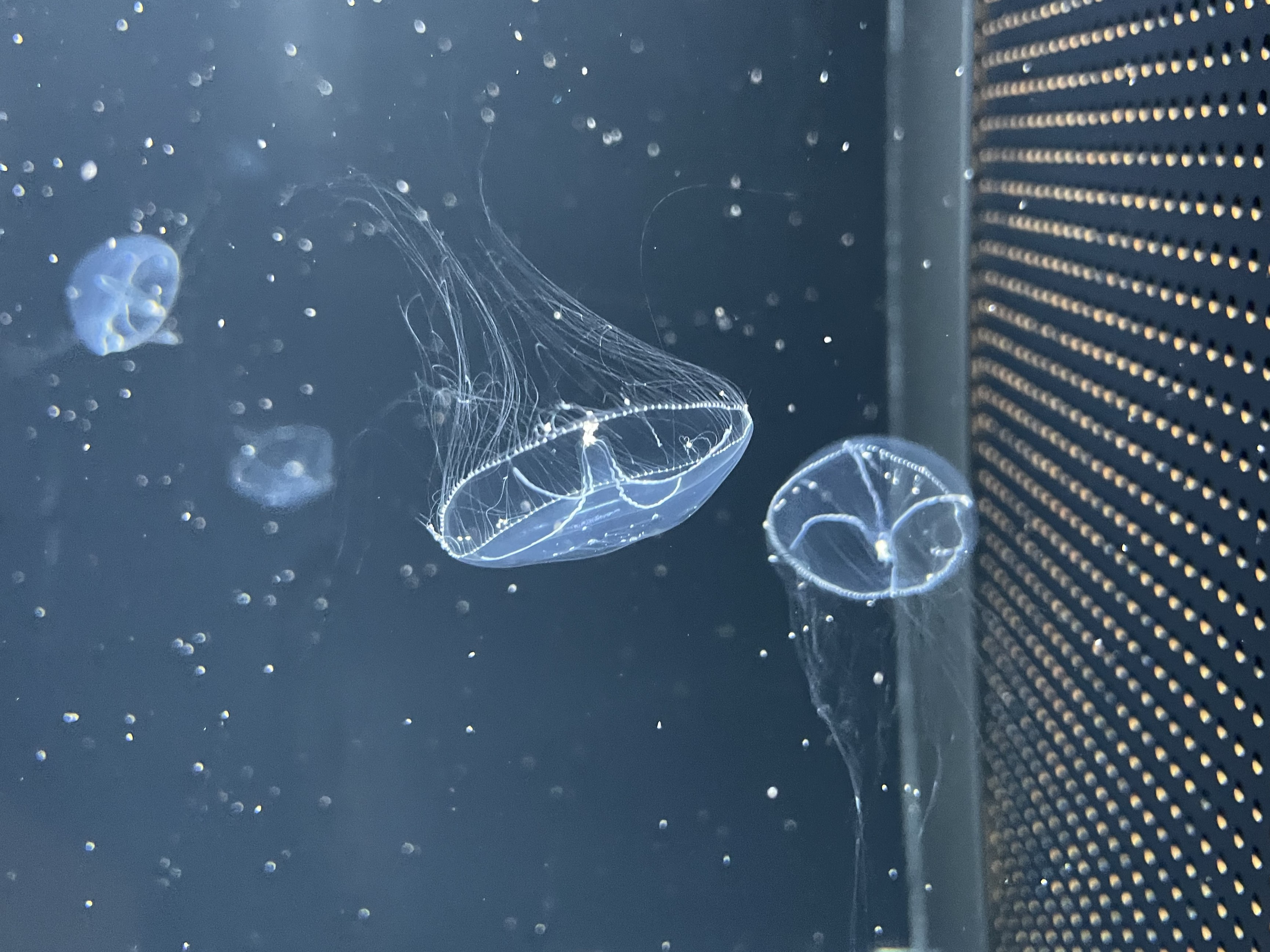
コブエイレネクラゲ

- コブエイレネクラゲ Eirene lacteoides Kubota & Horita, 1992[5]
- マツバクラゲ Eirene hexanemalis Kubota & Horita, 1992[6]